# طيران فنلندا
أو واي الخطوط الجوية الفلندية المحدودة (فنلندية:Oy Air Finland Ltd) هي شركة طيران مقرها في هلسنكي، فلندا.
و تعمل وفق جرول رحلات وكذلك تقدم رحلات خاصة مأجورة. وتقوم باستئجار الطائرات من شركات الطيران الأخرى (تسمى هذه العملية الاستئجار الرطب (بالإنجليزية: wet leases)) لتوفير زيادة مؤقتة في القدرات والخدمات المقدمة. قاعدتها الرئيسية في مطار هلسنكي-فانتا.

## تاريخ
أُنشئت الشركة في كانون الثاني عام 2002 وبدأت الطيران في 3 نيسان عام 2003. وهي مملوكة لخمسة أفراد من قطاعات الطيران وإدارة الأعمال والبورصة الصناعية (أنسي كايفل، هاري ناييفو(رئيس مجلس الإدارة والمدير المالي)، جوسي كايفل، ميكا هيلينيوس (الرئيس التنفيذي)، ولوري كومي). وامتلكت الشركة 210 موظفين (في آذار 2007).

## الوجهات
تقدم الشركة خدمات مجدولة إلى الصين وأليكانتي وماليغا (في إسبانيا)؛ وكذلك قيامها بالرحلات المستأجرة إلى العديد من الوجهات في أوروبا وآسيا وأفريقيا.
- السويد
  - استكهولم -- مطار استكهولم-آرلندا (موسمية).
- المكسيك
  - كانكون -- مطار كانكون الدولي (موسمية).
- كندا
  - هاليفاكس -- مطار هاليفاكس ستانفيلد الدولي(محطة الوقود فقط).

## الأسطول
شركة طيران فلندا تحتوي الطائرات التالية (4 أيلول 2008)
- ثلاث طائرات بوينغ 757-200 تحمل 219 مسافراً. (أحد الطائرات تعمل لشركة ليفينغستون للطيران وهي شركة طيران إيطالية، وطائرة واحدة مقرها في مطار بيرمنجهام الدولي).